# كو ميازاكي
كو ميازاكي (باليابانية: 宮崎鴻) (ولد في 5 أغسطس 1999 في طوكيو في اليابان. - ) هو لاعب كرة قدم ياباني.

## وصلات خارجية
- كو ميازاكي على موقع رابطة كرة القدم اليابانية للمحترفين (اليابانية)
- كو ميازاكي على موقع قاعدة بيانات كرة القدم.إي يو (الإنجليزية)
- كو ميازاكي على موقع Soccerway.com (الإنجليزية)
- كو ميازاكي على موقع عالم كرة القدم.نت (الإنجليزية)